# Maniac Chase
Maniac Chase ist eine Filmkomödie aus dem Jahre 1904 von Edwin S. Porter. Der Film ist eine direkte Neuverfilmung von Wallace McCutcheons Films The Escaped Lunatic. Beide Filme entstanden im Jahre 1904 bei der Edison Manufacturing Company.

## Filminhalt
Der Film zeigt wie ein Mann mit einem Napoleon-Komplex aus einem Irrenhaus ausbricht und verfolgt wird. Der Film endet schließlich damit, dass er wieder in das Irrenhaus zurückkehrt und eine Zeitung liest.

## Hintergrundinformationen
Der Film besteht aus insgesamt 10 Szenen und ist etwas kürzer als der erste Film The Escaped Lunatic, allerdings wurde an der Handlung des Films fast nichts verändert.